# صوت واحد غير قابل للتحويل
نظام الصوت الواحد غير القابل للتحويل (بالإنجليزية: Single non-transferable vote)‏ هو نظام انتخابي يستخدم في الدوائر الانتخابية التي تمتلك أكثر من مقعد واحد، حيث يقوم الناخب بمنح صوت واحد لمرشح واحد ضمن الدائرة الانتخابية، ثم يتم ملئ المقاعد بالمرشحين الذين حصلوا على أعلى عدد من الأصوات. فإذا كان لدائرة انتخابية ثلاث مقاعد، يتم منح هذه المقاعد للمرشحين الثلاث الذين حصلوا على أكبر عدد من الأصوات. كما يمكن استخدام هذا النظام في الانتخابات غير الحزبية.

## مثال
تقدم خمسة مرشحين أ، ب، جـ، د، هـ ينتمون إلى ثلاثة أحزاب س، ع، ص في دائرة انتخابية تمتلك ثلاث مقاعد وكانت نتائج التصويت كالتالي:
| عدد الأصوات | المرشح | الحزب |
| ----------- | ------ | ----- |
| 819         | أ      | س     |
| 1,804       | ب      | ع     |
| 1,996       | جـ     | ص     |
| 1,999       | د      | ص     |
| 2,718       | هـ     | ع     |

بنتيجة هذا التصويت فاز كل من المرشحين جـ، د وهـ كونهم أكثر ثلاث مرشحين حصلوا على أصوات. ولكن بالنظر إلى عدد الأصوات التي فاز بها كل حزب كانت النتائج كالتالي:
| الحزب | عدد الأصوات | نسبة التصويت | عدد المقاعد |
| ----- | ----------- | ------------ | ----------- |
| ع     | 4,522       | 48           | 1           |
| ص     | 3,995       | 43           | 2           |
| س     | 819         | 9            | 0           |

نجد أن الحزب ع حصل على عدد أصوات أكبر من الذي حصل عليه الحزب ص ولكن بعدد مقاعد أقل بسبب عدم كفاءة توزع الأصوات بين المرشحين. وإذا سعى كلا الحزبين للحصول على المقاعد الثلاث عندها سترتفع حظوظ فوز الحزب س بمقعد في حال التوزع غير المستاوي للأصوات.

## التمثيل النسبي
تميل هذه الطريقة إلى إصدار نتائج تشابه التمثيل النسبي فقط عندما يتوفر لدى الأحزاب السياسية المعلومات الكافية حول مستويات الدعم الانتخابي الذي تحصل عليه وبالتالي اختيار عدد من المرشحين يتناسب مع حصتها من الدعم الانتخابي. إذا كان عدد المرشحين {\displaystyle n} فلكي يضمن المرشح حصوله على مقعد، فيجب أن يحقق على الأقل صوت واحد أكبر من {\displaystyle 1 \over (n+1)} من إجمالي الأصوات (درووب) لأن هناك {\displaystyle n} مرشح آخر لا يستطيع جميعهم تحقيق هذه النسبة. قد يكون من الصعب جداً على الأحزاب تحقيق تمثيل يتناسب مع قوتها الانتخابية، لأنه من الصعب القيام بتقدير دقيق لقوتهم قبل تحديد عدد المرشحين الاستراتيجيين [الإنجليزية] إذا قام الحزب باختيار عدد كبير من المرشحين فإن هذا قد يؤدي إلى توزع الأصوات [الإنجليزية] على المرشحين مما قد يؤدي إلى خسارة جميع مرشحي الحزب لصالح حزب منافس بتوزع أصوات أقل. وإذا قام الحزب باختيار عدد قليل من المرشحين فإن هذا قد لا يحقق له تمثيل نسبي لقوته الانتخابية مما ينتج عن ذلك حصول المرشحين على أصوات أكثر من اللازم وتضخيم تأثير الأصوات الضائعة.
لا تتساوى مخاطر الترشيح الاستراتيجي بين الأحزاب على تحقيقها النجاح الانتخابي. فإن للأحزاب الكبيرة التي تمتلك أغلبية المقاعد مخاطر أكبر لخسارة عدد من المقاعد بسبب تأثير توزع الأصوات أكبر من المكاسب التي تحققها من خلال تجنب تأثير الأصوات الضائعة، لذلك عادة ما تكون الأحزاب الكبيرة متحفظة باختيار عدد كبير من المرشحين (ولكن عادة ليس أقل من الأعضاء الذين يشغلون كراسي حالياً). بينما الأحزاب الصغيرة تكون قادرة على تحمل مخاطر أكبر باختيار عدد كبير من المرشحين على أمل الحصول على مقاعد أكثر من تمثيلها النسبي في الانتخابات، من خلال توزع أصوات الأحزاب الكبيرة.
إن هذا النظام الانتخابي عادة ما ينتج عنه توزيع أكثر نسبية لكما زاد حجم الدائرة الانتخابية (عدد المقاعد المخصصة للدائرة).